# Sărmaș
Sărmaș (in ungherese Salamás) è un comune della Romania di 4 120 abitanti, ubicato nel distretto di Harghita, nella regione storica della Transilvania.
Il comune è formato dall'unione di 5 villaggi: Fundoaia, Hodoșa, Platonești, Runc, Sărmaș.